# Церковь Святого Климента (Заполье)
Церковь Святого Климента — русский православный храм, расположенный в селе Заполье Лужского района Ленинградской области. Построена в 1827 году, полуразрушена и заброшена в советское время.
Церковь посвящена Папе Римскому Клименту I, который почитается как святой и в православии, и в католичестве.

## История
На месте нынешнего здания ещё в 1500-х годах был построен деревянный храм. Рядом с церковью находился курганный могильник XIII века.
Храм посвятили 4-му Папе Римскому Клименту, жившему в I веке. Он был особо почитаем на территории Древней и Средневековой Руси как один из первых христианских проповедников на территориях Северного Причерноморья. В ряде источников Климент определяется как первый небесный заступник русской земли, мощи которого некоторое время были, наряду с Ольгиным Крестом, единственной и главной отечественной святыней.
Деревянный храм несколько раз перестраивался и сгорел в 1810 году. В 1827 году здесь возвели каменное здание. Рядом располагался Климентовский погост, от которого сохранилось несколько захоронений, а также братская могила военного времени.
В 1937—1938 гг. храм был закрыт, а колокольня разобрана. В 1942 году, во время Великой Отечественной войны, село оказалось на территории, оккупированной немцами. На некоторый момент времени оккупационные власти разрешили вновь проводить в храме богослужения, но после окончания войны они прекратились. В советское время здание бывшей церкви использовалось в качестве склада, который позже был заброшен.
В постсоветское время церковь была возвращена РПЦ, здесь планируются ремонтно-восстановительные работы.

## Архитектура
Здание построено из кирпича типа восьмерик на четверике с классическим декором. Имела пятиглавое завершение и три престола: в честь св. Климента, в честь Рождества Пресвятой Богородицы и в честь св. вм. Параскевы. Из церкви шёл подземный ход к реке. При храме также были трапезная и колокольня.
От бывшего внутреннего убранства церкви на стенах сохранились остатки фресок.